# Dodge Neon SRT-4
 (juillet 2020).
La mise en forme du texte ne suit pas les recommandations de Wikipédia : il faut le « wikifier ».
Les points d'amélioration suivants sont les cas les plus fréquents. Le détail des points à revoir est peut-être précisé sur la page de discussion.
- Les titres sont pré-formatés par le logiciel. Ils ne sont ni en capitales, ni en gras.
- Le texte ne doit pas être écrit en capitales (les noms de famille non plus), ni en gras, ni en italique, ni en « petit »…
- Le gras n'est utilisé que pour surligner le titre de l'article dans l'introduction, une seule fois.
- L'italique est rarement utilisé : mots en langue étrangère, titres d'œuvres, noms de bateaux, etc.
- Les citations ne sont pas en italique mais en corps de texte normal. Elles sont entourées par des guillemets français : « et ».
- Les listes à puces sont à éviter, des paragraphes rédigés étant largement préférés. Les tableaux sont à réserver à la présentation de données structurées (résultats, etc.).
- Les appels de note de bas de page (petits chiffres en exposant, introduits par l'outil «  Source ») sont à placer entre la fin de phrase et le point final[comme ça].
- Les liens internes (vers d'autres articles de Wikipédia) sont à choisir avec parcimonie. Créez des liens vers des articles approfondissant le sujet. Les termes génériques sans rapport avec le sujet sont à éviter, ainsi que les répétitions de liens vers un même terme.
- Les liens externes sont à placer uniquement dans une section « Liens externes », à la fin de l'article. Ces liens sont à choisir avec parcimonie suivant les règles définies. Si un lien sert de source à l'article, son insertion dans le texte est à faire par les notes de bas de page.
- La présentation des références doit suivre les conventions bibliographiques. Il est recommandé d'utiliser les modèles {{Ouvrage}}, {{Chapitre}}, {{Article}}, {{Lien web}} et/ou {{Bibliographie}}. Le mode d'édition visuel peut mettre en forme automatiquement les références.
- Insérer une infobox (cadre d'informations à droite) n'est pas obligatoire pour parachever la mise en page.

Pour une aide détaillée, merci de consulter Aide:Wikification.
Si vous pensez que ces points ont été résolus, vous pouvez retirer ce bandeau et améliorer la mise en forme d'un autre article.
La Dodge Neon SRT-4 est une voiture de sport compacte fabriquée par Dodge de 2003 à 2005. Variante turbocompressée de la Dodge Neon, la voiture a été développée par le groupe de tuners PVO (Performance Vehicle Operations) de DaimlerChrysler. PVO a été officiellement rebaptisé SRT (Street and Racing Technology) en 2004. Le «4» dans le nom SRT-4 indique le nombre de cylindres du moteur. Les modèles ACR (American Club Racing)) et Commemorative Edition ont également été introduits plus tard.

## Histoire
En 1998, Tom Gale, (alors vice-président exécutif du développement et de la conception des produits Chrysler), a assisté au salon 1998 de la Specialty Equipment Market Association (SEMA) à Las Vegas. Gale a noté une liste de caractéristiques de performance qu'il a vues sur les voitures de sport compactes du salon et a voulu intégrer ces caractéristiques dans la voiture compacte de production de Chrysler, la Dodge Neon. Gale était le chef de la conception du concept car Dodge Viper d'origine et a reconnu la possibilité de construire une compacte sportive qui plairait à la jeune génération d'automobilistes qui grandissent avec des voitures tuner et qui préférèrent une nouvelle voiture avec le même attrait de performance dès la sortie du concessionnaire.
Un groupe de jeunes talents de chez Dodge et Chrysler a été réuni pour assembler un véhicule qui réponde à la demande de Gale, tous les membres de l'équipe partageant des connaissances de première main et une familiarité avec la Dodge Neon existante. Ils ont créé un concept car, la Neon SRT de 2000, en seulement 4 mois, avec un quatre cylindres de 2,0 L à 16 soupapes surmonté d'un compresseur Eaton de 45 pouces cubes, qui produisait 208 ch (155 kW) et 240 N m de couple sur 0,76 bar de suralimentation. (Le magazine Sport Compact Car a testé la voiture dans le numéro de février 2001 et a dynamisé 179 ch (133 kW) et 202 N m de couple.)
Le groupe a parcouru avec le véhicule plus de 1000 miles en moins de deux semaines sur la piste d'essai. En novembre 1999, la voiture a été présentée au salon SEMA avec une réaction éclatante. Le véhicule a ensuite été présenté au Salon de l'auto de Los Angeles en janvier 2000, au centre d'une plaque tournante. L'équipe a continué à travailler sur la voiture, pour essayer de l'amener au niveau d'un véhicule de production, créant une deuxième voiture utilisant des pièces plus orientées vers la production dans un effort de réduire les coûts nécessaires pour justifier la production. Ils ont même garé la deuxième voiture sur le parking de Gale afin de la faire remarquer. Quoi qu'il en soit, à l'automne 2000, le comité exécutif a rejeté la proposition de voiture de série. L'équipe a dressé une liste des raisons pour lesquelles la voiture n'a pas été approuvée et a parcouru la liste point par point pour trouver des solutions à chaque problème présenté. Après trois autres versions de la voiture, l'équipe Specialty Vehicle Engineering (SVE) de la société a repris le projet. Le comité exécutif a de nouveau examiné le véhicule au printemps 2001, et a cette fois donné le feu vert au projet.
En janvier 2002, SVE est devenu connu sous le nom de Performance Vehicle Operations (PVO). Le groupe PVO était responsable du développement du concept car en une voiture de série. Un moteur quatre cylindres en ligne essence turbocompressé de 2,4 litres (moteur A853) a été utilisé. Ce moteur était presque identique à celui de la Chrysler PT Cruiser de 2003 (moteur A855), sauf que la SRT-4 n'avait pas le collecteur d'admission unique nécessaire pour installer le moteur dans le compartiment moteur de la PT Cruiser. La voiture a ensuite reçu une nouvelle transmission manuelle à cinq vitesses Venture Gear T-850 (basée sur l'unité des monospaces turbodiesel européens), des demi-arbres de longueur égale et un embrayage haute performance Sachs. La suspension avait des ressorts plus rigides, des jambes de force Tokico réglées par SRT (avec un débattement réduit pour fournir un dégagement aux roues plus grandes) et des barres stabilisatrices avant et arrière plus grandes ont été ajoutées. Un boîtier de direction unique, des fusées d'essieu PT Cruiser et une traverse K mis à jour ont également été incorporés. Les freins avant utilisaient des freins à disque ventilés de 11,0 po (280 mm) avec des disques très épais pour éviter le gauchissement, et des freins à disque non ventilés de 10,6 po (270 mm) à l'arrière, avec des étriers à piston unique (57 mm à l'avant, 36 mm à l'arrière).
Des roues de 17 x 6 pouces en aluminium coulé ont été utilisées, avec un déport de 43 mm, ainsi que des pneus de performance Michelin Pilot Sport 205/50/17. Les roues ont été conçues avec un motif de rayons unique pour permettre une meilleure circulation de l'air vers les freins et étaient similaires à celles des roues TSW VX1 utilisées sur la Neon SRT de 2000 d'origine. Des jupes latérales et un carénage arrière uniques ainsi qu'un grand aileron arrière ont été utilisés pour améliorer l'aspect extérieur du véhicule. Les conduits de refroidissement (narines avant) ont été ajoutés à la voiture de pré-production de fin 2002 sur le carénage avant pour aider à réduire la température dans le compartiment moteur du véhicule.
À l'intérieur, les sièges avant de couleur standard agate ont été inspirés des sièges de la Dodge Viper SRT-10 et comportaient des renforts latéraux et lombaires améliorés pour stabiliser les occupants pendant la conduite de performance. En 2004, des coussins gonflables latéraux ont été ajoutés en option sur la Neon de base. Un volant et un levier de changement de vitesse en imitation fibre de carbone ont été utilisés, ainsi qu'un pommeau de levier de vitesses de type «boule de queue» de couleur argent satiné avec des pédales de plancher en aluminium argenté. Les modèles de jauges uniques de la SRT-4 (qui étaient exclusifs à la gamme SRT) présentaient des faces argentées spéciales avec des anneaux aux accents argent satiné et le logo SRT-4 sur le revêtement. La même garniture en métal satiné figurait également sur la console centrale du tableau de bord, les boutons de climatisation et les poignées de porte. Une jauge de suralimentation / dépression de marque Auto-Meter de couleur argent (blanche dans les modèles de début 2003) était placée à droite du tableau de bord. Comme dans tous les autres modèles de la Neon, la SRT-4 avait des vitres avant électriques et des vitres arrière manuelles, une fonction d'économie de coûts. Globalement, l'ensemble du groupe motopropulseur (moteur et transmission), la suspension, le système de freinage, l'échappement, les roues et les pneus du véhicule ont été améliorés par rapport au modèle de base de la Neon, ainsi que les améliorations intérieures. Le modèle de production a été produit à Belvidere, Illinois, avec 84% de contenu américain.
En 2003, la Dodge Neon SRT-4 a été mise en vente au public. À l'époque, la voiture était le deuxième véhicule de série le plus rapide de la gamme Chrysler / Dodge, juste derrière la Viper. En 2004, PVO a changé son nom pour Street & Racing Technology (SRT), le groupe d'automobile haute performance de Chrysler. Le modèle de 2004 a été mis à jour avec plus de puissance et de couple, et comprenait un différentiel à glissement limité Quaife à détection de couple, de plus grands injecteurs de carburant, un nouveau logiciel de gestion du moteur, pneus BF Goodrich g-Force T / A KDW-2 trois saisons ultra-haute performance et changements de peinture / garniture. Dodge a supprimé la désignation «Neon» du véhicule en 2004, commercialisant simplement la voiture sous le nom de «SRT-4». En 2005, une finition American Club Racer (ACR) et une version numérotée et en édition limitée de la SRT-4, Commemorative, ont également été proposés.
Initialement, Dodge s'attendait à vendre un nombre conservateur de seulement 2 500 unités par an. Cependant, au cours des trois années de production (2003 à 2005), plus de 25 000 Neon SRT-4 ont été produites. Avec l'arrêt de la plate-forme PL après l'année modèle 2005, la SRT-4 a cessé sa production. En 2008, Dodge a introduit le Caliber SRT-4 en remplacement.

## Performance
| Puissance:                        | 215 ch (Modèle de 2003) 230 ch (Modèles de 2004-2005), En 2004, la SRT-4 a reçu une augmentation de puissance, avec des injecteurs de carburant plus gros et un ordinateur de moteur recalibré. Les spécifications du fabricant lors de la sortie de la SRT-4 étaient de 230 ch (170 kW). Cependant, plusieurs tests indépendants ont produit des résultats indiquant 230-238 ch et 338–355 N m. Cela indique que la SRT-4 produit plus de puissance que ce que le fabricant prétend. La puissance est estimée à 255-265 ch (190-198 kW) et (352–366 N m) de couple, |
| Couple:                           | 332 N m à 3 200–4 200 tr/min (Modèle de 2003) 339 N m à 2 400–4 400 tr/min (Modèles de 2004-2005) |
| Temps de 0 à 97 km/h):            | 5,6 s (2003) 5,3 s (2004, 2005) |
| Limiteur de régime / ligne rouge: | 6240 |
| Temps au 1⁄4 de mile (400 m):     | 14,1 s (2003) 13,9 s (2004, 2005) |
| Vitesse au 1⁄4 de mile:           | 164 km/h (2003) 166 km/h (2004, 2005) |
| Vitesse de pointe:                | Le magazine Car and Driver a atteint une vitesse maximale de 246 km/h. |

## Détails du moteur
La SRT-4 utilisait le même bloc moteur de base que les voitures avec moteur 2,4 L à aspiration naturelle de 2003 et plus, et était différent de celui utilisées les années précédentes dans les voitures intermédiaires de Chrysler avec moteur 2,4 L à aspiration naturelle telles que la PT Cruiser et la Stratus quatre portes. Le moteur SRT4 a eu de nombreuses améliorations, notamment: une sangle de carter plus solide, un plateau plus épais avec des boulons à tête de 11 mm (vs 10 mm), un retour d'huile pour le turbo, un carter d'huile structurelle en fonte d'aluminium, une pompe à huile de plus grande capacité, un vilebrequin en acier de dureté supérieure, amélioration de l'usinage des tourillons de roulements, gicleurs d'huile (pour refroidir le dessous des pistons), pistons eutectiques en alliage d'aluminium fabriqués spécialement par Mahle et bielles forgées avec chapeaux fissurés et boulons de 9 mm. La culasse était également différente pour les moteurs turbo à aspiration naturelle. La version turbo (Chrysler PT Cruiser GT Turbo et Dodge SRT-4) comprenait: des soupapes et des sièges de plus grand diamètre, soupapes d'échappement en Inconel, refroidissement amélioré et passages de retour d'huile plus grands et différents arbres à cames. La finition de moteur PT Cruiser Turbo diffère de la SRT-4 car le collecteur d'admission, la plomberie du turbocompresseur et le refroidisseur intermédiaire sont différents. Le refroidisseur intermédiaire de la SRT-4 était une unité à 8 rangées en aluminium coulé montée à l'avant produite par Valeo, unique par son efficacité et ses réservoirs d'extrémité conçus par ordinateur pour la circulation de l'air.
Le turbocompresseur était un Mitsubishi TD04LR-15Gk à rotation inverse avec une entrée de turbine de 6 cm2 (0,93 pouces carrés). Un emballage serré a forcé une réflexion créative pour le turbocompresseur. Le compresseur TD04 possède une vanne de dérivation de compresseur intégrée directement dans le boîtier du compresseur. Le collecteur d'échappement et le carter de turbine ont été coulés en une seule pièce par Mitsubishi à partir d'acier Ni-Resist à haute teneur en nickel. La conception monobloc a amélioré le débit, la taille réduite et la masse thermique réduite pour un allumage plus rapide de la voiture. La décharge de la turbine faisait également partie de la pièce moulée du collecteur / carter de turbine, et elle a fait une boucle et a frappé à nouveau le collecteur sur son chemin vers le convertisseur catalytique. Là où ils se sont rencontrés, il y avait une soupape de décharge; en gardant la soupape de décharge éloignée du carter de turbine, le débit était amélioré là où cela importait le plus. La poussée maximale sous forme de stock était d'environ 0,9 bar (97 kPa). La vitesse des pistons et les composants du train de soupapes imposent une limite de régime de 6 240 tr/min, bien que MOPAR ait augmenté la barre avec ses kits Stage 2 et 3 qui ont une limite de régime de 6 500 tr/min.
Le système d'échappement du véhicule se compose de tubes en acier de 57,15 mm, qui passent d'abord par le convertisseur catalytique, puis par deux résonateurs. L'échappement se divise ensuite en deux sections de tuyauterie distinctes, sortant par deux embouts en acier inoxydable de 95 mm à l'arrière du véhicule. Le système d'échappement est unique parce qu'il n'y a pas de silencieux, reposant plutôt sur le turbocompresseur et les résonateurs pour réduire le volume d'échappement. Le résultat final est une note d'échappement très distinctive et audible.
|                                     | Caractéristiques |
| Hauteur du bloc:                    | 238,1 mm         |
| Déplacement:                        | 2 429 cm3        |
| Course:                             | 101,0 mm         |
| Alésage:                            | 87,5 mm          |
| Longueur de tige:                   | 151,0 mm         |
| Diamètre du journal principal:      | (60 mm           |
| Dégagement du pont:                 | 5,1 mm           |
| Volume de la chambre de combustion: | 50 cm3           |
| Épaisseur du joint de culasse:      | 1,0 mm           |
| Ratio de compression:               | 8.1:1            |

## Modèle ACR
Cette version de compétition d'usine comprenait:
- Roues de course BBS RX plus larges de 16 × 7 pouces (410 × 180 mm) avec un déport de 40 mm
- Pneus BFG KDW2 225/45/16 plus larges
- Hauteur de caisse abaissée (avant: 10 mm à partir de l'abaissement du siège à ressort, 22 mm supplémentaires grâce à un pneu de plus petit diamètre; arrière: 23,5 mm à partir de l'abaissement du siège à ressort, 22 mm supplémentaires grâce à un pneu de plus petit diamètre)
- Amortisseurs Tokico Illumina à 5 positions réglables. Le réglage proportionnel de la compression et de l'amortissement du rebond est effectué via plusieurs orifices de purge d'huile dans l'amortisseur.
- Barre stabilisatrice arrière plus épaisse (19 mm)
- Douilles plus rigides dans les entretoises arrière
- Sièges de course de style Viper, brodés ACR, avec passe-câbles pour harnais de course
- Décalcomanies ACR sur le bas des portes avant
- Pneu de secours P205 / 60R15 plein diamètre
- L'engrenage du capteur de vitesse du véhicule est passé de 20 dents à 21 dents pour corriger le compteur de vitesse pour les différentes hauteurs des pneus d'origine.
- Il y a eu un total de 1175 SRT-4 ACR produites pour le public: 225 Flame Red (PR4), 211 Orange Blast (PVK), 306 Stone White (PW1), 433 Black (PX8).

## Commemorative Edition de 2005
En 2005, Dodge a mis en vente la SRT-4 Commemorative Edition. Ce modèle (avec les versions Commemorative Edition de la Viper SRT-10 et du Ram SRT-10) a été créé pour célébrer les véhicules SRT.
Cette version limitée et numérotée rassemblait :
- une peinture "Electric Blue" et des rayures "Viper" sur la carrosserie colorée en "Stone White" ;
- des coutures bleues sur les tapis de sol, le levier de changement de vitesses, les sièges et le volant ;
- des plaques de seuil de porte «SRT-4» en acier inoxydable ;
- une plaque métallique numérotée de (00)1 à 200, encastrée juste devant les porte-gobelets (car un total de 200 SRT-4 Commemorative Edition ont été construites) ;
- un livret Commemorative Edition (même livret inclus avec les Viper et Ram SRT-10 Commemorative) ;
- aucun bonus de performance n'a été ajouté à la Commemorative Edition.

## SRT-4 Extreme LightWeight de 2003
En 2003, les ingénieurs de Dodge ont construit une SRT-4 Extreme LightWeight spéciale pour le salon SEMA 2003. Elle a été conçue pour présenter les pièces de mise à niveau disponibles d'usine pour la SRT-4 de Mopar. Le véhicule comportait des pièces de carrosserie légères en fibre de carbone (produites en interne), une lunette arrière en polycarbonate et la vitre avant a été retirée pour réduire le poids. L'intérieur a été complètement dépouillé, il ne reste que le tableau de bord d'origine. Un seul siège de course Recaro, un harnais et une cage de sécurité ont été installés pour plus de sécurité. La voiture comportait le premier moteur 3R de Mopar et le kit de performances Stage 3R pour les suspensions. Dans l'ensemble, le poids du véhicule a été réduit de 405 lb (184 kg) pour 2500 lb (1134 kg) tout mouillé et la voiture a été dynamisé à 360 ch (270 kW) et 519 N m par le magazine Sport Compact Car. Sur pistes glissante, elle a effectué un passage de 11,83 secondes à 198 km/h par température de 21 °C. Cette SRT-4 unique était utilisée pour des événements médiatiques et des tests des pièces de développement de Mopar, et a été détruite en raison d'une réduction des actifs en 2009.

## Récompenses
- Trophée commémoratif John Lingenfelter 2005 du magazine Car and Driver[24]
- A été l'une des "Eight Great Rides" comme l'a décidé le magazine Sport Compact Car (SCC) en 2003, 2004 et 2005 - les trois années où la SRT-4 était produite.
- Nommée Voiture de l'année 2003 par SCC[25].
- A remporté de nombreuses comparaisons dans plusieurs magazines automobiles américains de 2003 à 2005, notamment:
  - 1re place[26] : Magazine Car and Driver, novembre 2005. La SRT-4 a concouru contre 14 autres véhicules de performance, terminant 1er dans la division à traction avant.
  - 1re place[27] : Test de comparaison des Serial Thrillers, magazine Car and Driver, mai 2004.
  - 1re place[28] : Magazine Automobile, mars 2004.
  - 1re place[29] : Comparaison des berlines sport, Edmunds, août 2003
  - 1re place[30] : Sport Compact Car Shootout, janvier 2003.

## Courses
En 2003, Cory O'Brien et Erich Heuschele ont conduit une SRT-4 à la 1re place de la catégorie et 8e au général dans le Tire Rack Cannonball One Lap of America.
En course SCCA ProRally, la SRT-4 (et plus récemment la version ACR) domine la catégorie Groupe 5 (2RM) depuis 2003. Au cours de sa première année de compétition, la Dodge a mis fin à l'emprise des DSM et des Volkswagen TA sur la catégorie. Avec trois concurrents l'année suivante, la SRT-4 a remporté chaque course des séries de 2004 et les prix de fin de saison. La SRT-4 a remporté tous les championnats de catégorie Groupe 5 ProRally et Sno Drift 2 roues motrices aux États-Unis depuis 2003, et sa domination sans précédent en 2004 a aidé Dodge à remporter son premier championnat des fabricants ProRally américain en 28 ans.
En 2005, Jeff Lepper a conduit la SRT-4 à sa toute première victoire en course sur route nationale dans le championnat américain de voitures de tourisme de la NASA au California Speedway de Fontana.
En 2005, Dale Seeley, Kolin Aspergren et Jamin Cummings ont conduit une SRT-4 à la 1re place de sa catégorie et 8e au général dans le Tire Rack Cannonball One Lap of America.
En 2006, la Dodge SRT-4 est officiellement devenue la voiture 4 cylindres la plus rapide au monde, avec une vitesse moyenne de 351 km/h aux Bonneville Salt Flats dans l'Utah dans une voiture conduite par Jorgen Moller. Le véhicule a été réglé par Dave Harris et Phil Hurst pour Racedeck Racing.
Plusieurs SRT-4 ont courue dans le SCCA SPEED World Challenge - Touring Car Series, et en 2006 - leur deuxième année de compétition - elle était devenue l'une des plateformes les plus réussies de la série. Robb Holland, de 3R Racing, est devenu le premier pilote Pro à faire monter la SRT-4 sur le podium avec sa 3e place au Road America en août 2006. C'était le premier podium de Dodge et les premiers points du constructeur dans la compétition World Challenge Touring Car. Holland terminerait la saison avec 3 top 10 et deux meilleurs efforts de qualification dans la SRT-4,.
En 2007, Doug Wind, Devin Clancy et Ken Brewer ont conduit une SRT-4 à la 1re place de sa catégorie et 5e au classement général dans le Tire Rack Cannonball One Lap of America.
En 2007, George Biskup conduisait une SRT-4 (02) Factory Blue/White/Black à de nombreuses victoires nationales en SCCA T-2 et a établi un record de qualification sur piste au Road America (2:33,922 battant la CTS-V de John Buttermore par 0,031 seconde, ce record était détenu pendant quelques années). En avril 2005, Biskup a remporté la première course nationale SCCA engagée avec la SRT-4 (02) à Gingerman Raceway dans la neige, alors que la course se déroulait sous drapeau jaune et que les positions d'arrivée étaient aussi qualifiées, la SRT-4 était en pole.
En 2007, Curt Simmons a remporté le championnat américain de voitures de tourisme dans une SRT-4 et Dodge a remporté le championnat des points des fabricants de la saison par 29 points sur Honda derrière la force de plusieurs SRT-4.
En 2007, Stan Wilson a remporté le prix Speed World Challenge Touring Car Rookie Driver of the Year et le prix Sunoco Hard Charger of the Year au volant de la Dodge SRT-4 Sorted Performance. C'était le premier titre de Dodge en Speed World Challenge Touring Car.
En 2008, Curt Simmons tente de défendre son titre de champion de la série USTCC, le conservant le 29 juin 2008 à Infineon Raceway à Sonoma, CA.
En 2012, Russ Deane a établi un nouveau record du monde de vitesse au sol pour les voitures de production à quatre cylindres (SRT-4) de plus de 364 km/h. Il a dépassé le record précédent de 360 km/h pour un véhicule de catégorie F / PS. Deane et son équipe de course Hinckley Automotive participaient au Speed Week de Bonneville Speedway. Son équipe de course comprenait Jim Hinckley, Dave Harris (chef), Craig Ohlson, "Camel" Joe George, Troy Cheney, Stuart Gosswein et Jim Hinckley Jr.